# La Liga de 1983–84
A La Liga de 1983–84 foi a 54º edição da Primeira Divisão da Espanha de futebol. Com 18 participantes, o campeão foi o Athletic Bilbao.